# Ruisseau des Maurs
Le ruisseau des Maurs est une rivière française du Massif central qui coule dans le département du Cantal. C'est un affluent de le Goul sous-affluent de la Truyère, donc un sous-affluent de la Garonne.

## Géographie
De 12,8 km de longueur, le ruisseau des Maurs prend sa source dans le Cantal commune de Teissières-lès-Bouliès département du Cantal et se jette dans le Goul sur la même commune de Teissières-lès-Bouliès.

## Départements et communes traversés
- Cantal : une seule commune, Teissières-lès-Bouliès.

## Principaux affluents
- Ruisseau de Marso 2,5 km
- Ruisseau de Rimajou 2,7 km
- Ruisseau de Bioude 4,6 km